# Daiki Suga
Pour les articles homonymes, voir Suga (homonymie).
Daiki Suga (菅 大輝, Suga Daiki), né le 10 septembre 1998 à Otaru (Japon), est un footballeur international japonais évoluant au poste de milieu gauche au Sanfrecce Hiroshima.

## Palmarès
- Consadole Sapporo:
  - J2 League: Champion en 2016
- Sanfrecce Hiroshima: 
  - Supercoupe du Japon: Vainqueur en 2025[1],[2]